# Hypericum scabroides
Hypericum scabroides är en johannesörtsväxtart som beskrevs av Robson och Poulter. Hypericum scabroides ingår i släktet johannesörter, och familjen johannesörtsväxter. Inga underarter finns listade i Catalogue of Life.